# Nedelkova Graștița, Kiustendil
Nedelkova Graștița (în bulgară Неделкова Гращица) este un sat în comuna Nevestino, regiunea Kiustendil,  Bulgaria. 

## Demografie
Componența etnică a satului Nedelkova Graștița
     Bulgari (100%)
     Nicio identificare (0%)
     Altele (0%)
La recensământul din 2011, populația satului Nedelkova Graștița era de 115 locuitori. Din punct de vedere etnic, toți locuitorii erau bulgari.